# Сетер, Оле
Оле Сетер (норв. Ole Sæther; 23 января 1870, Стейнкьер — 13 октября 1946) — норвежский стрелок, чемпион и призёр летних Олимпийских игр.
Сетер участвовав в трёх Олимпийских играх. На Олимпиаде 1900 в Париже он участвовал в соревнованиях по стрельбе из винтовки. В стрельбе стоя он занял 12-е место с 293 очками, с колена 18-ю позицию с 298 баллами, и лёжа 22-е место с 287 очками. В стрельбе из трёх позиций, в которой все ранее набранные очки складывались, Фрюденлунд стал 20-м. В командном соревновании его сборная стала второй, получив серебряные медали.
На следующих Играх 1908 в Лондоне Сетер стал чемпионом в командном соревновании по стрельбе из винтовки и бронзовым призёром в стрельбе из винтовки. Также он входил в команду по стрельбе из армейской винтовки, и его сборная заняла 6-е место.
Через четыре года на летних Олимпийских играх 1912 в Стокгольме Сетер получил серебро в командной стрельбе из винтовки. Также он соревновался в стрельбе из армейской винтовки на 300 метров с трёх позиций и на 600 метров. В первом состязании он стал 9-м, а во втором 6-м.